# South Weldon
South Weldon és una concentració de població designada pel cens dels Estats Units a l'estat de Carolina del Nord. Segons el cens del 2000 tenia 1.414 habitants.

## Demografia
Segons el cens del 2000, South Weldon tenia 1.414 habitants, 497 habitatges i 375 famílies. La densitat de població era de 195,7 habitants per km².
Dels 497 habitatges en un 36,2% hi vivien nens de menys de 18 anys, en un 35,8% hi vivien parelles casades, en un 35% dones solteres, i en un 24,5% no eren unitats familiars. En el 22,7% dels habitatges hi vivien persones soles l'11,5% de les quals corresponia a persones de 65 anys o més que vivien soles. El nombre mitjà de persones vivint en cada habitatge era de 2,85 i el nombre mitjà de persones que vivien en cada família era de 3,32.
Per edats la població es repartia de la següent manera: un 31,9% tenia menys de 18 anys, un 9,4% entre 18 i 24, un 25,5% entre 25 i 44, un 20,5% de 45 a 60 i un 12,7% 65 anys o més.
L'edat mediana era de 33 anys. Per cada 100 dones de 18 o més anys hi havia 72,3 homes.
La renda mediana per habitatge era de 16.000 $ i la renda mediana per família de 21.033 $. Els homes tenien una renda mediana de 27.176 $ mentre que les dones 18.594 $. La renda per capita de la població era de 8.845 $. Entorn del 38,5% de les famílies i el 42,8% de la població estaven per davall del llindar de pobresa.

## Poblacions més properes
El següent diagrama mostra les poblacions més properes.